# Kanō-juku
Kanō-juku (加納宿, Kanō-juku) est la cinquante-troisième des soixante-neuf stations du Nakasendō. Elle se trouve juste au sud de la station de Gifu à Gifu, préfecture de Gifu au Japon. Durant l'époque d'Edo, c'est une station indépendante d'environ 2,3 km de large, ce qui en fait la plus grande station dans la province de Mino.

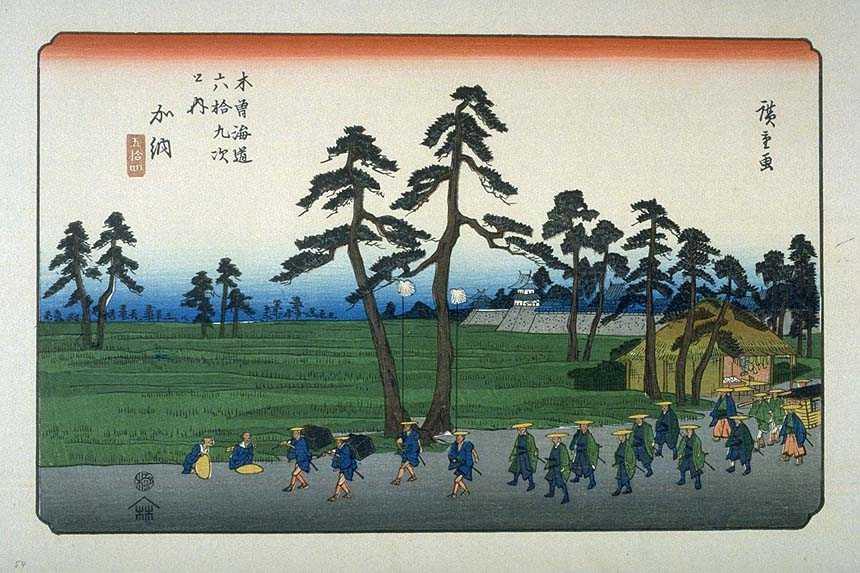
Kanō-juku, estampe de Hiroshige de la série Les Soixante-neuf Stations du Kiso Kaidō.

Le Kanō Tenman-gū, situé dans l'ancienne Kanō-juku, est construit en même temps que le château de Kanō, peu après la bataille de Sekigahara. Il doit servir à l'origine comme lieu de prières pour les habitants du château mais devient finalement un lieu de prière pour les nombreuses personnes qui fréquentent la station de Kanō-juku.
La princesse Kazu séjourne à Kanō-juku en 1861.

## Stations voisines
Nakasendō
Unuma-juku – Kanō-juku – Gōdo-juku
(Shinkanō-juku était un ai no shuku située entre Unuma-juku et Kanō-juku.)